# روتنبورگسورت
روتنبورگسورت (به آلمانی: Hamburg-Rothenburgsort) یک منطقهٔ مسکونی در آلمان است که در هامبورگ-میته واقع شده‌است. روتنبورگسورت ۸٬۶۶۰ نفر جمعیت دارد.